# Macus

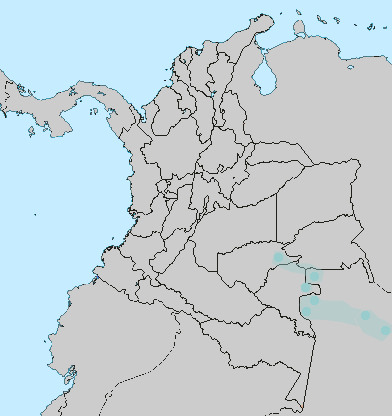
Povos de língua macu

Os macus ou Maku são um conjunto de etnias indígenas caçadoras-coletoras pescadoras originarias da Amazônia brasileira e colombiana, que tinham uma forma de vida nómada no interior da floresta, dentro de seus respetivos territórios. Estas etnias se conhecem como Dâw, Hupdá, Iuhupde, Nadebe, Kãkwã e Nukak.
O termo, contudo, pode remeter ainda a um grupo indígena que habitava o estado brasileiro de Roraima e que se teria fundido com os iecuanas no século XX. Segundo Jorge Pozzobon (1955-2001) é comum na região a distinção entre os chamados "índios do rio", de fala tucano e Arawak, e os "índios do mato", de fala macu. Os cerca de três mil Maku (1999) se distribuem num território entre o Brasil e a Colômbia numa área de aproximadamente 20 milhões de hectares, onde se dispersam pelas manchas de floresta, limitada a noroeste pelo rio Guaviare (afluente colombianos do rio Orinoco), ao norte pelo rio Negro, ao sul pelo rio Japurá e a sudeste pelo rio Uneiuxi (afluente brasileiro do Negro).

## Xamanismo
Possuem um sofisticado sistema etnomédico fundamentado numa cosmologia que divide o universo no "mundo das sombras" (de onde vêm os males e de onde vieram os brancos), a floresta (mundo em que vivemos) e o "mundo da luz". Os Xamãs curam através de reza realizada pelos "bididu" e através da extração do mal por meio de sucção feita pelos "homens-onça" (nyaam hupdu). (Pozzobon o.c.)
Conhecem e utilizam diversas plantas psicoativas em diversos rituais, diferentes segundo a etnia, a exemplo do Jurupari onde utilizam algumas variedades do caapi (carpi) e do ipadu ou patu com o qual preparam um pó misturando com as cinzas da embaúba e o Xenhet ou Epená, um pó vermelho feito da resina dos árvores do gênero Virola (os Hupda  e Kãkwã distinguem duas espécies: Virola elongata e Epená)